# نوواورتایوو
نوواورتایوو (انگلیسی: Novourtayevo) یک شهرک در شهرستان دیورتیورلینسکی در استان باشقیرستان کشور روسیه است.